# Mġarr ix-Xini torony
A  Mġarr ix-Xini torony  (máltaiul:  Torri ta' Mġarr ix-Xini ) kis őrtorony a máltai Gozo délnyugati partján. Ez a torony Għajnsielem határán, a Mġarr ix-Xini-öböl bejáratához épült. Egyike azoknak az erődtornyoknak, amelyeket a Jeruzsálemi Szent János Ispotályos Lovagrend építtetett a szigetek védelmi hálózatának részeként. A Mġarr ix-Xini torony 1661-ben épült a De Redín-tornyok mintájára.
A Wirt Għawdex örökségvédelmi civil szervezet 2000-ben és 2009-ben felújította a tornyot, ami korlátozottan, de nyitva áll a nagyközönség előtt. A Mġarr ix-Xini torony mellett Gozón további három lovagkori őrtorony áll, a Xlendi- , a Dwejra-, és a Sopu torony.

## Története

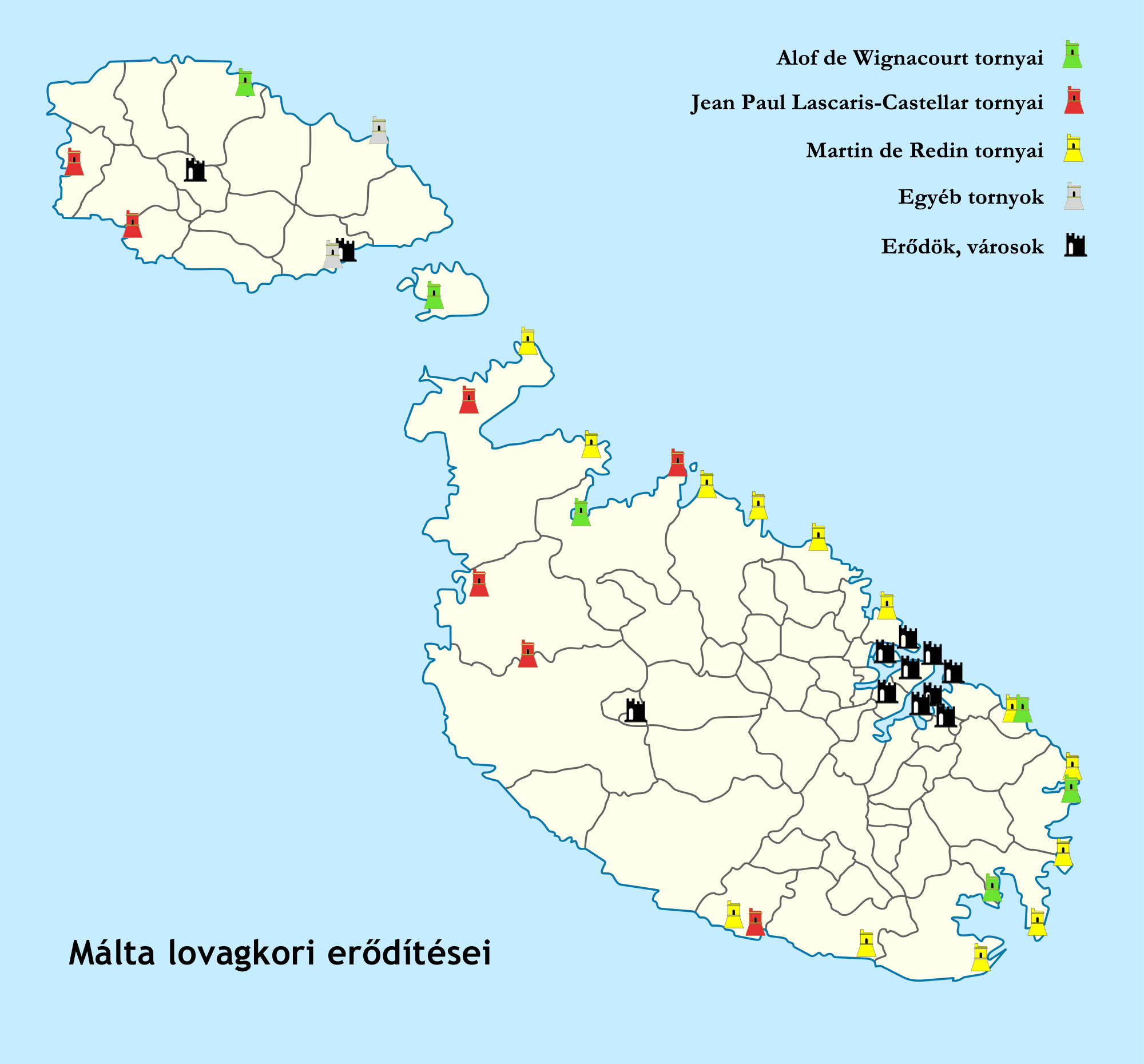
Málta 1530–1798 között épült partvédelmi rendszere

A Mġarr ix-Xini torony a sziget délnyugati öblének stratégiai pontján áll. 1661 júniusára készült el Mederico Blondel terve alapján. Megépítése becslések szerint 857 scudiba került, amelyet a gozói Università finanszírozott. A Wignacourt, Lascaris és a De Redín nagymesterek által építtetett tornyokkal együtt ez a torony is őrhelyként működött a szigetek partvédelmi hálózatának részeként. Feladata az volt, hogy figyelmeztető lövéseket adjon le a partot megközelítő idegen hajókra, illetve támadás esetén éjjel tűz-, nappal füstjelekkel riassza a nagyobb erődítményeket, mozgósítsa a védőket. A torony látóterében a Szent Cecília-torony és a Szűz Mária-torony áll.
Formaiag a De Redín-tornyokhoz hasonlít leginkább: alaprajza négyzetes, kétszintes, lapostetős, amelyen mellvéd fut körbe. Az alsó szint falai enyhén befelé dűtöttek, bejárata a szárazföld felőli oldalon, a felső emeleten nyílik. A belső tér egymás felett két helyiséget alkot, a födémek dongaboltozatosak. Az alsó szint zárt, két egészen kicsi ablaka van és valószínűleg raktárként használták, a felső szinten volt az őrhely és a katonák lakótere. Az egyes szinteket a torony belsejében futó csigalépcső köti össze. A tető a tenger felé nyitott ágyúpadként szolgált. Mġarr ix-Xini torony kialakítása abban tér el a többi őrtoronytól, hogy alapterülete nagyobb, mint a korábbiaké; bejáratát létra helyett lépcsősoron és felvonóhídon lehet megközelíteni; valamint a tetőn álló lőportorony helyén a szárazföld felé néző homlokzaton, magasított folyosó húzódik.
Viszonylag kis fegyverzettel rendelkezett, az őrszolgálatot néhány ember látta el, de 1785-ben – az oszmán fenyegetés elmúltával – már nem volt állandó személyzete. Tűzereje 1792-ben két 6 fontos vaságyú volt.
A tornyot 2000-ben Gozo minisztériuma és a Wirt Għawdex szervezet restaurálta, majd 2008-ban további helyreállítási munkák indultak, amelyek 2009-ben fejeződtek be. A torony korlátozottan látogatható. Az öbölből a toronyba vezető utat is újra megnyitották, így a látogatók élvezhetik a toronyhoz vezető sétát is.

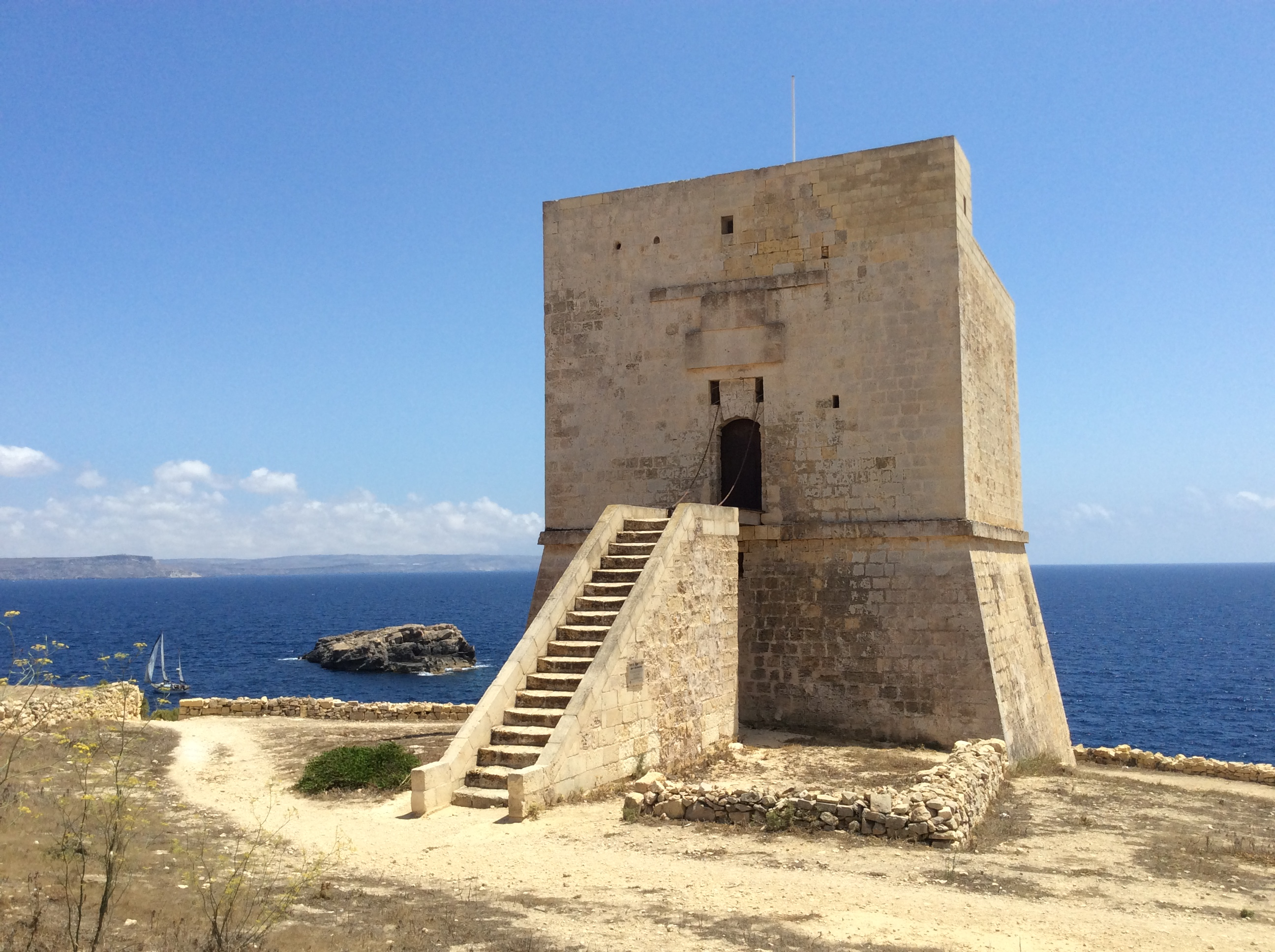
A Mgarr ix-Xini torony
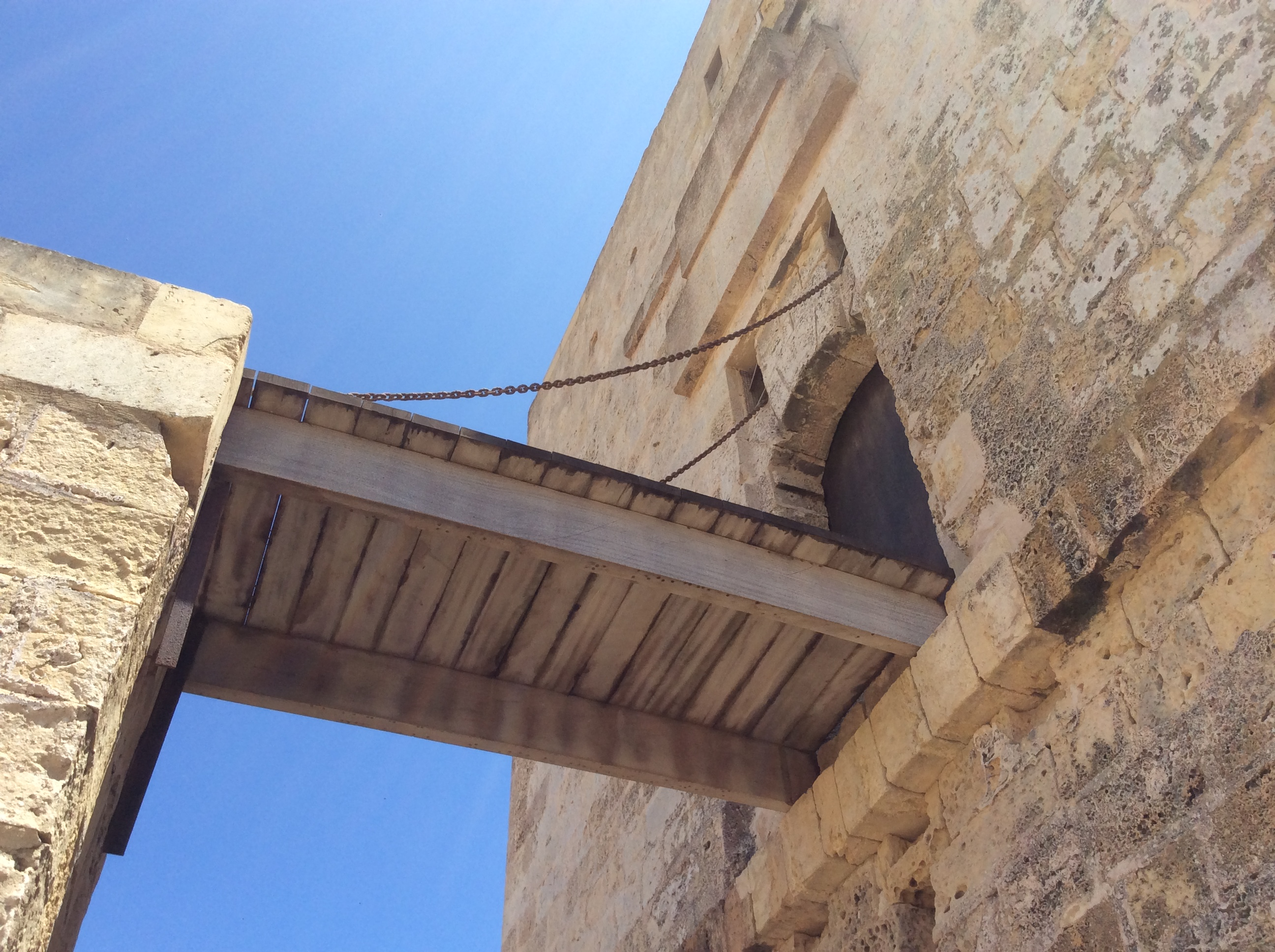
A felvonóhíddal védett bejárat
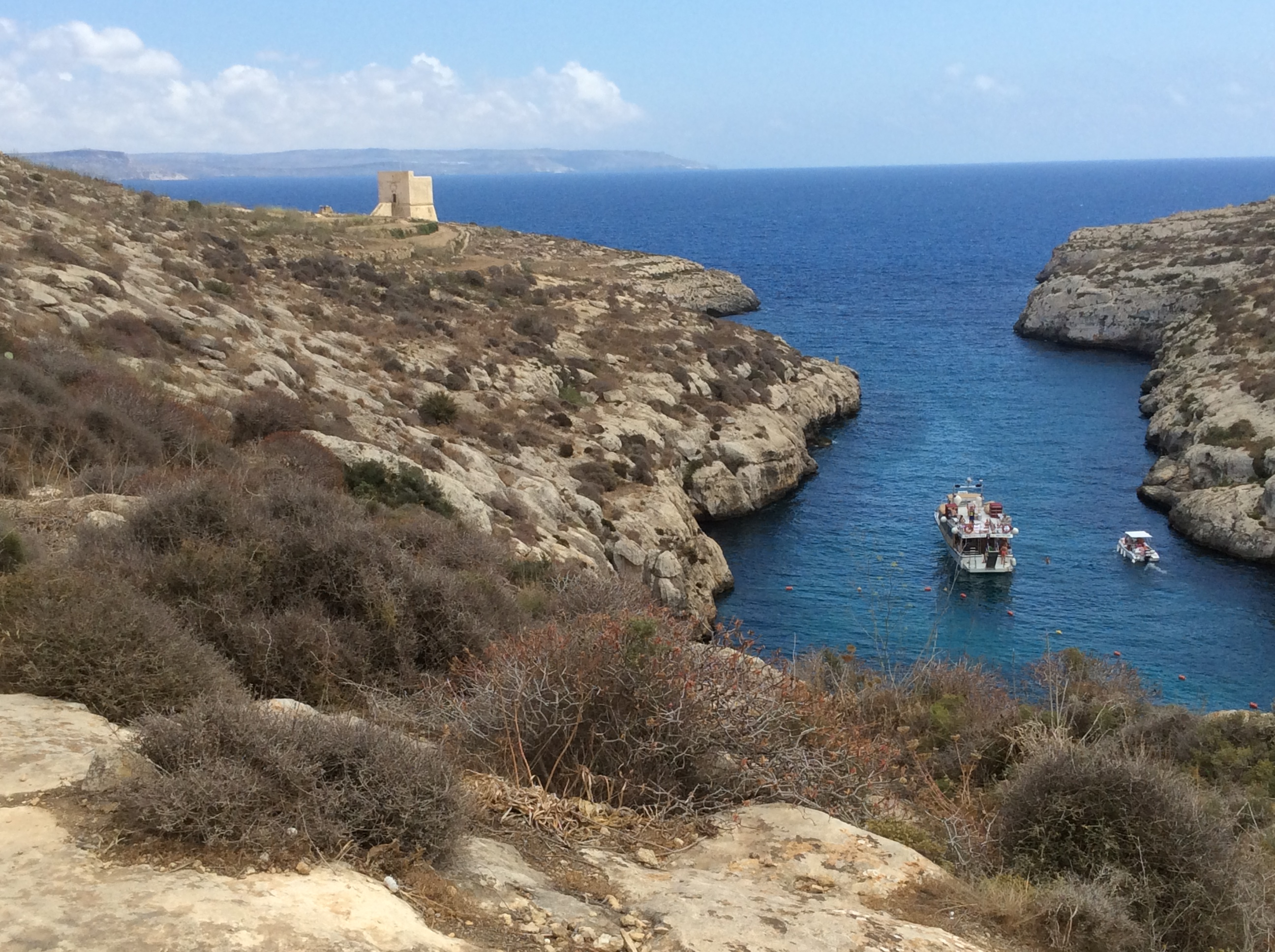
Az öböl és a természetes kikötő védője

## Fordítás
Ez a szócikk részben vagy egészben  a    Mġarr ix-Xini Tower című angol Wikipédia-szócikk fordításán alapul.  Az eredeti cikk szerkesztőit annak laptörténete sorolja fel. Ez a jelzés csupán a megfogalmazás eredetét és a szerzői jogokat jelzi, nem szolgál a cikkben szereplő információk forrásmegjelöléseként.

## Külső hivatkozások
- A máltai szigetek kulturális javainak nemzeti jegyzéke
- Malta and Gozo